# Липовий гай-1
Липовий гай-1 — заповідне урочище місцевого значення в Україні. Об'єкт розташований на території Верховинського району Івано-Франківської області, неподалік від села Верхній Ясенів.
Площа 24 га. Статус отриманий у 1993 році. Перебуває у віданні Верховинський МГЛ (Верхньоясенівське л-во, кв. 21, вид. 26, 29, 30).